# Cantó de Serris
El cantó de Serris és una divisió administrativa francesa del departament de Sena i Marne, situat al districte de Torcy i al districte de Meaux. Creat amb la reorganització cantonal del 2015.

## Municipis
1. Bailly-Romainvilliers
2. Bouleurs
3. Boutigny
4. Chessy
5. Condé-Sainte-Libiaire
6. Couilly-Pont-aux-Dames
7. Coulommes
8. Coupvray
9. Coutevroult
10. Crécy-la-Chapelle
11. Esbly
12. La Haute-Maison
13. Magny-le-Hongre
14. Montry
15. Quincy-Voisins
16. Saint-Fiacre
17. Saint-Germain-sur-Morin
18. Sancy
19. Serris
20. Tigeaux
21. Vaucourtois
22. Villemareuil
23. Villiers-sur-Morin
24. Voulangis